# Турян
Турян е село в Южна България. То се намира в община Смолян, област Смолян.

## География
Село Турян се намира в планински район. Село Турян се намира на 10 км. южно от гр. Смолян. Разположено е по южните склонове на планинския рид Кайнадина на надморска височина 1123 м.

## История
През 2 – 1 хил. пр. Хр. в Среднородопието, главно по горното поречие на река Арда, живеело тракийското племе койлалети.
В миналото, на много места в землището на с. Турян, при обработване на нивите, орачи са намирали глинени съдове, пълни с костна пепел. В местността Паршицко, при строеж на новия параклис „Св.Св. Константин и Елена“ през 2007 г., е открит керамичен съд с пепел от кремация, което предполага, че това е тракийски некропол, т.е. в местността е имало тракийско селище.
Според местните жители на същото място е съществувал стар манастир, който е носил същото име, но бил унищожен по време на османското нашествие.
През 1966 г. при изкопни работи в местността Околчаци са намерени грънци, бронзови гривни и монети от времето на византийския император Юстиниян първи от 6 в. сл. Хр.
Историята на с. Турян е неразривно свързана с името и живота на известния родопски дерибей Салих ага. На сегашното турянско землище той създава добре уреден чифлик. Мълчаливи свидетели за чифлика са останките от основи и стени на жилища и стопански сгради от началото на 19 в.
Доста корави българи, които не искали да предадат и загубят християнската си вяра по време на помохамеданчването на част от родопското население през 16 – 18 в., за да опазят вярата и народността си, те се криели по горите и пещерите години наред. От такива оцелели българи, запазили вярата си, се е основало село Турян.
Според проф. д-р Иван Дуриданов наименованието „Турян“ е старо и датира от времето, когато дивия бик, наричан „Тур“ се среща по нашите земи и е познат на нашите прадеди.
За първи път в историята имаме писмени сведения за името Турян от френския пътешественик и лекар Пол Люкас. През 1706 г. той минал от Смолян за Драма през турянското землище (селото още не е било създадено), което било наречено тогава Турянска планина, или планината Туриен, както го споменава в своя пътепис Пол Люкас.
Документ за продажба на имот в селото с дата 17 май 1768 г. свидетелства за това, че в средата на 18 век Турян съществува като населено място и с това наименование.
Село Турян е разпръснато в 5 махали, които са отдалечени на около 1 км разстояние.
Между 1896 – 1900 година християнското население на селото преминава под върховенството на Българската екзархия.

## Културни и природни забележителности
Селото се намира в карстов район, който обаче не е от особен спелеоложки интерес. На около два километра под него е известната пещера Ухловица. Има неизследвани тракийски рудници, калета и гробници. Не разполага с туристически подслон предвид доста ниския брой на жителите.
В Джиновска махала се намира най-старата църква в селото „Успение Богородично“, построена през 1859 г. В началото на Кайковска махалата е построен параклис „Св. 12 апостоли“. В Централната Нова махала е построено новото училище (1932 г.), църквата „Рождество Богородично“ (1937 г.) и административни сгради. В тази централна махала е сложено началото и на вилна зона.
На 3 км южно от Турян, на брега на река Арда се намира пещерата Пробито бърце. Тук е съществувала стара византийска крепост, от която има запазени останки на крепостни зидове.
Голямата карстова пещера Голубовица се намира в землището на с. Кошница на 2 км югозападно от селото.
В местността Слятата вода на 1 км южно от Турян на висока отвесна скала е издълбана малка плитка ниша, дълбока 10 см и с размери 60/70 см. В нея има стар надпис неразчетен и до днес.
Под връх Кайнадина, северно от Турян в посока Смолян, на много места е запазен стар римски път, застлан с каменни плочи.
В местността Черква на 3 км северно от Турян се намират останки от стар православен храм. На това място през м. юни 1944 г. се формира партизанска дружина „Кольо Шишманов“.
Селото е част от екопътека, идваща от Смолян и водеща до горното поречие на река Арда.

## Редовни събития
Празникът на с. Турян се провежда на 14 юли.

## Личности
Родени в Турян:
- КИРИЛ ВАСИЛЕВ (1918 – 2014) – известен учен, преподавател в СУ „Климент Охридски“, автор на десетки научни философски и исторически трудове.
- Иван Георгиев Пейков (1921 – 2004) – Доктор по история, написал монографията на село Турян в съавторство със свещеник Димитър Василев.
- Христо Гельов, български революционер от ВМОРО, четник на Васил Аджаларски[3]
- ХРИСТО ИЛИЕВ е първият жител на с. Турян, завършил висше образование в СУ „Климент Охридски“ през 1923 г. Той е учредител на читалище „Зора“ в с. Турян през 1919 г., което приема за патрон името на Христо Илиев след неговата смърт през 1925 г. Христо Илиев завещава средствата, които има да се изразходват за построяване на нова църква в с. Турян и ново читалище, за водоснабдяването на Горната махала в Турян с питейна вода, за райковското ученическо християнско дружество, и за издаването на списание „Нова ера“.
- Свещеник АНАСТАС СТРОНГЕЛОВ (1860 – 1923) – участник в Македоно-одринското революционно движение в Родопите. През пролетта на 1901 г. при провал е арестуван с други дейци на организацията и е осъден на 3 години (1901 – 1904), които излежава в Одринския затвор.
- Свещеник ТОДОР АНГЕЛОВ (1898 – 1959) – Архиерейски наместник на Смолянска духовна околия от 1931 г. до 50-те години на 20 в., инициатор за построяване на ново училище и нова църква в селото.